# Melanolophia apicalis
Melanolophia apicalis là một loài bướm đêm trong họ Geometridae.